# Леопольд II (император Священной Римской империи)
Леопо́льд II (нем. Leopold II.; Петер Леопольд Иосиф Антон Иоахим Пий Готтард, нем. Peter Leopold Josef Anton Joachim Pius Gotthard; 5 мая 1747, Вена — 1 марта 1792, Вена) — король Германии (римский король) с 1790 года, избран императором Священной Римской империи германской нации 30 сентября 1790 года, третий сын Франца I и Марии Терезии.

## Биография
Родился в Вене. После смерти Карла, второго сына императора Франца I, назначен был в преемники отца на тосканском престоле, и после смерти отца 18 августа 1765 года вступил в управление Тосканой под именем Петра Леопольда I (Пьетро Леопольдо I). 
Сначала под руководством доверенных императрицы, маркиза Ботта и графа Розенберга, потом самостоятельно Леопольд проводил умеренные, но последовательные экономические и социальные реформы. Стала проводиться систематическая вакцинация от оспы. Под его руководством 30 ноября 1786 года в Великом герцогстве Тосканском была отменена смертная казнь (фактический мораторий на смертную казнь был введён с 1769 года).
В 1790 году Леопольд наследовал императорскую корону после бездетного брата. Государство находилось в полном расстройстве (ср. Иосиф II). Леопольд приложил старания к успокоению сословного, национального и клерикального недовольства, но вместе с тем и отменял многие полезные реформы своего предшественника (в частности, крестьянскую). Восстание в Бельгии и Венгрии было подавлено; Рейхенбахским договором (июль 1790) удалось удержать Пруссию от приобретений в Польше; Австро-турецкая война закончилась в 1791 году Систовским миром.
К Великой французской революции Леопольд, хотя и брат Марии-Антуанетты, относился осторожно и только после попытки бегства короля согласился сначала с прусским послом Бишоффвердером, потом, на Пильницком съезде, с самим Фридрихом Вильгельмом II относительно оборонительно-наступательных действий против Франции. С принятием французской конституции Людовиком XVI (14 сентября 1791 года) Леопольд объявил цель соглашения предварительно достигнутой. Новые осложнения повели к союзу германских держав 7 февраля 1792 года; но и теперь Леопольд думал более об обороне. Леопольд неожиданно умер 1 марта 1792 года.

## Брак и дети
Был женат (с 1765 г.) на Марии Луизе Испанской (1745—1792), дочери короля Испании Карла III. В браке родилось 16 детей:
1. Эрцгерцогиня Мария Терезия Жозефина Шарлотта Иоганна (1767—1827), вышла замуж за Антона, короля Саксонии;
2. Эрцгерцог Франц Иосиф Карл (1768—1835), стал императором Священной Римской Империи как Франц II, позднее первым императором Австрии как Франц I;
3. Эрцгерцог Фердинанд Иосиф Иоганн Баптист (1769—1824), унаследовал трон отца герцогства Тосканы;
4. Эрцгерцогиня Мария Анна (1770—1809), аббатиса терезианского монастыря в Праге;
5. Эрцгерцог Карл Людвиг Иоганн Иосиф Лоренц (1771—1847), стал известным генералом во годы революционных и наполеоновских войн;
6. Эрцгерцог Александр Леопольд Иоганн Иосиф (1772—1795), стал Палатином Венгрии;
7. Альберт (1773—1774);
8. Максимилиан (1774—1778);
9. Эрцгерцог Иосиф Антон Иоганн (1776—1847), стал Палатином Венгрии после смерти своего брата;
10. Эрцгерцогиня Мария Клементина Иосифа Иоганна Фиделис (1777—1801), вышла замуж за кузена Франциска, герцога Калабрийского, позже ставшего Франциском I, королём Обеих Сицилий;
11. Эрцгерцог Антон Виктор (1779—1835), стал архиепископом Кёльна и позднее Великим магистром Тевтонского ордена
12. Эрцгерцогиня Мария Амалия (1780—1798);
13. Эрцгерцог Иоганн (1782—1859), генерал и позднее имперский наместник (имперский викарий) Германской империи;
14. Эрцгерцог Райнер Иосиф Иоганн Михаил Франц Иеронимус (1783—1853), стал вице-королём Ломбардо-Венецианского королевства;
15. Эрцгерцог Людвиг Иосиф Антон Иоганн (1784—1864), фактически регент Австрийской Империи при правлении его слабоумного племянника Фердинанда I;
16. Эрцгерцог Рудольф Иоганн Иосиф Рейнер (1788—1831), архиепископ Оломоуца и кардинал Римской католической церкви.